# Bodrogolaszi
Bodrogolaszi es un pueblo ubicado en el distrito de Sárospatak, en el condado de Borsod-Abaúj-Zemplén, Hungría.

## Superficie
Posee una superficie de 20,61 kilómetros cuadrados.

## Demografía
Hasta 2019 la población era de 862 habitantes, con una densidad de población de 41,82 habitantes por kilómetro cuadrado.